# Forrestal (Schiff)
Die USS Forrestal (CVA-59) (später CV-59 und AVT-59) war ein Flugzeugträger der United States Navy und erster der „Superträger“. Sie war Typschiff der Forrestal-Klasse und wurde nach James V. Forrestal, Secretary of the Navy, benannt. Die Forrestal war der bis dahin größte Flugzeugträger. 1955 in Dienst gestellt, wurde sie im Vietnamkrieg und im Zweiten Golfkrieg eingesetzt und 1993 ausgemustert.

## Technik

### Abmessungen und Antrieb
Die Forrestal war 325 m lang, die Breite ihres Flugdecks betrug 76,3 m. Bei einem Tiefgang von 11,3 m verdrängte sie 81.101 ts. Der Antrieb erfolgte über vier Getriebeturbinen, die von acht Kesseln mit Dampf versorgt wurden und ihre Leistung von jeweils 65.000 PS an je eine Welle mit einer Schraube abgaben. Die Höchstgeschwindigkeit betrug 33 Knoten.

### Bewaffnung und Elektronik
Die Forrestal war zum Zeitpunkt ihrer Indienststellung mit acht Mark-42-Mehrzweckgeschützen ausgerüstet, diese wurden später entfernt, da sie zur Luftabwehr nicht mehr geeignet waren. Anstelle der Geschütze erhielt sie Mitte der 1970er Jahre Starter für Sea-Sparrow-Luftabwehrraketen. Im Rahmen des Service Life Extension Programs wurden 1984 zusätzlich drei Phalanx-Nahbereichsverteidigungssysteme installiert.
Die elektronischen Anlagen der Forrestal umfassten Luftaufklärungs- und -Suchradare. Dazu kamen Feuerleitgeräte für die Geschütze, die später entfernt wurden.

### Luftgruppe
Der Carrier Air Wing der Forrestal umfasste etwa 70 Flugzeuge. Dazu zählten Jäger und Bomber (auch mit Kernwaffen) für offensive Einsätze. Ab Mitte der 1970er-Jahre erhielt der Träger auch spezielle Flugzeuge und Hubschrauber zur U-Boot-Jagd, um sich gegen feindliche U-Boote verteidigen zu können.

## Geschichte

### Bau
Die Forrestal wurde am 14. Juli 1952 bei Newport News Shipbuilding in Newport News, Virginia, auf Kiel gelegt. Ursprünglich mit axialem Flugdeck geplant, wurde es während des Baus abgewinkelt und die Forrestal damit zum ersten Flugzeugträger einer neuen Trägergeneration. Die im Winkel angeordneten Start- und Landebahnen ermöglichten durch die größere Länge der Bahnen einen Flugbetrieb vergleichbar mit konventionellen Flugplätzen an Land (CTOL). Nahezu gleichzeitig waren von nun an Starts und Landungen möglich. Der Stapellauf fand am 11. Dezember 1954 statt, nachdem das Schiff von Josephine Forrestal, der Witwe des ehemaligen Secretary of the Navy, getauft worden war. Das Schiff wurde am 1. Oktober 1955 unter dem Kommando von Captain Roy L. Johnson in Dienst gestellt.
Die Baukosten werden auf 217 Mio. US-Dollar geschätzt.

### Dienstzeit

#### 1956–1960
Ausgehend vom Heimathafen in Norfolk, Virginia, war die Forrestal im ersten Jahr vor der Ostküste der USA und im Karibischen Meer mit intensiven Trainingsmaßnahmen beschäftigt.
Am 7. November 1956 lief sie während der Sueskrise in den östlichen Atlantik aus, um bei Bedarf im Mittelmeerraum zu operieren. Sie kehrte am 12. Dezember nach Norfolk zurück, um sich auf ihren Einsatz in der Sechsten Flotte im Mittelmeer vorzubereiten. Am 15. Januar 1957 lief sie dahin aus. Im Mittelmeer wurden mehrere Häfen angelaufen, wobei Besucher das Schiff besichtigen konnten. Militärbeobachtern wurden die Fähigkeiten der Forrestal demonstriert. Sie kehrte am 22. Juli zu Übungen vor der Küste North Carolinas zurück. Die Übungen dienten der Vorbereitung der Teilnahme an einem NATO-Manöver, das vom 3. September bis zum 22. Oktober 1957 in der Nordsee stattfand. Dabei lief sie in Bremerhaven ein.
Im Folgejahr war die Forrestal erneut Teil größerer Flottenmanöver. Außerdem wurden experimentelle Flugübungen durchgeführt. In der Zeit der Libanonkrise im Sommer 1958 wurde der Flugzeugträger erneut in den Ostatlantik befohlen, um bei Bedarf Marineeinheiten im Mittelmeer zu verstärken.

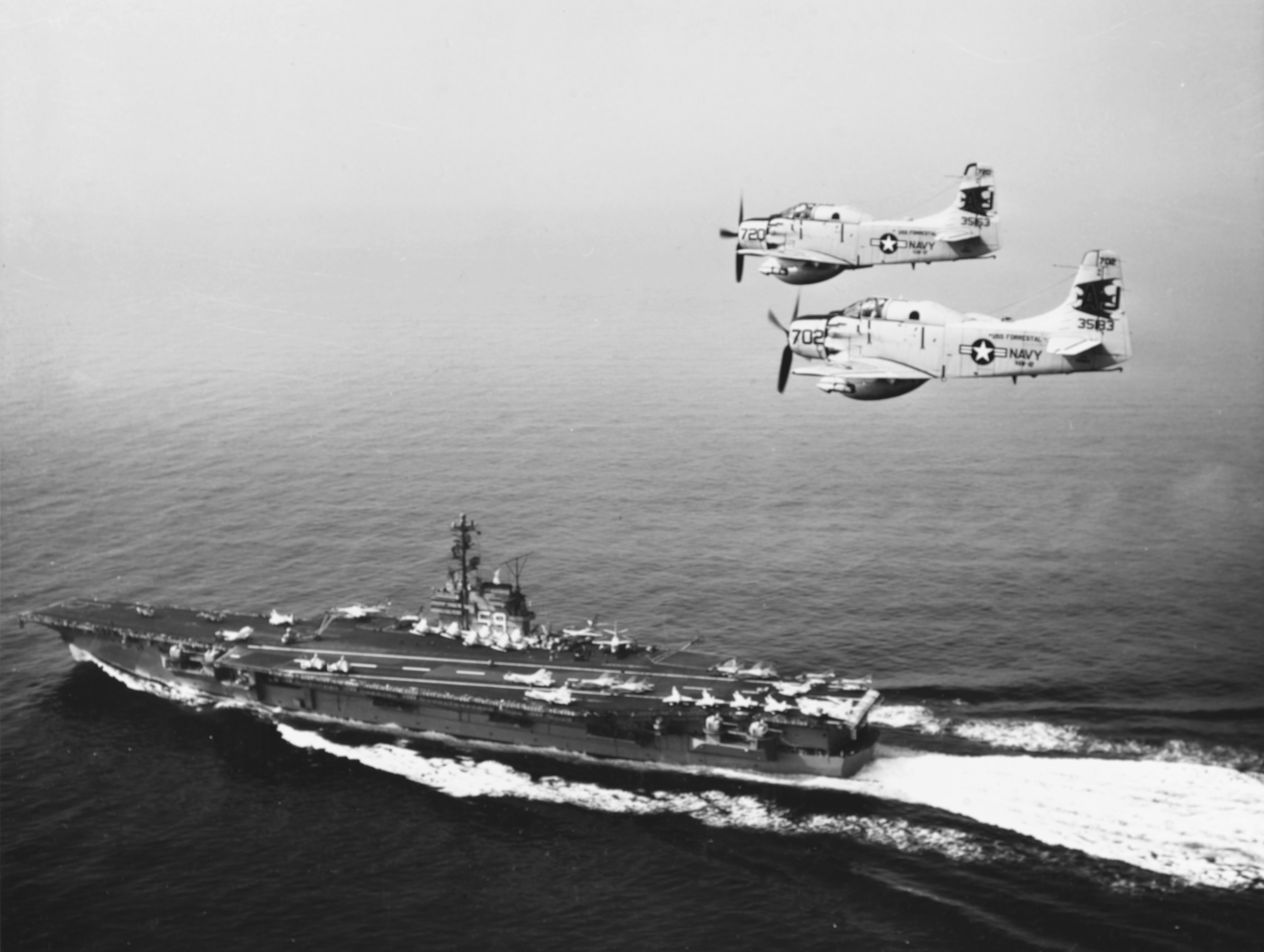
AD-5 über der Forrestal

Der zweite Einsatz der Forrestal im Mittelmeerraum währte vom 2. September 1958 bis zum 12. März 1959. Während dieser Zeit wurde ein Programm aus Training, Patrouille und Teilnahme an wichtigen Manövern durchlaufen. Zwischenzeitlich zurück nach Norfolk beordert, befand sich die Forrestal vom 28. Januar bis zum 31. August 1960 wieder auf einer Tour durch das Mittelmeer, die sie zu verschiedenen Häfen führte, unter anderem Split im damals sozialistischen Jugoslawien. Während dieses Zeitraums nahm das Schiff an geplanten Übungen der Sechsten Flotte teil und war zeitweise für die Öffentlichkeit zur Besichtigung zugänglich. Nach der Rückkehr in die Vereinigten Staaten nahm die Forrestal den Dienst vor der Ostküste und in der Karibik für den Rest des Jahres wieder auf.

#### 1961–1967
Am 8., 21. und 22. November 1963 machte die Forrestal Geschichte, als Start und Landung eines Transportflugzeuges vom Typ C-130F Hercules erprobt wurden. Die Hercules des Fleet Logistics Support Squadron 1, die 21 Landungen und 29 Touch-and-Gos auf der Forrestal durchführte, war das größte und schwerste Flugzeug, das jemals auf einem Flugzeugträger gelandet war. Ziel war es, herauszufinden, ob die Hercules als weitreichendes Versorgungsflugzeug mit hoher Nutzlast eingesetzt werden konnte. Obwohl die Tests positiv abgeschlossen wurden, wurde eine permanente Versorgung von Flugzeugträgern mit dieser großen Maschine als Risiko eingeschätzt. Für diese Aufgabe wurde die C-2A Greyhound entwickelt und ab 1965 eingesetzt. Für seine Leistungen wurde dem Piloten der C-130F, Lt. Flatley, das „Distinguished Flying Cross“ verliehen.

##### Feuer an Bord
Im Juni 1967 wurde die Forrestal in den Golf von Tonkin im Südchinesischen Meer verlegt, um aktiv in den Vietnamkrieg einzugreifen. Von Bord der Forrestal wurden Luftangriffe auf Ziele in Nordvietnam geflogen. Bereits am 29. Juli 1967 ereignete sich ein folgenschwerer Brand, bei dem 134 Seeleute und Angehörige des Flugpersonals getötet sowie weitere 161 Personen verletzt wurden.
Verursacht wurde der Brand durch einen elektrischen Impuls, der entstand, als eine F-4 Phantom, deren Triebwerke gerade gestartet worden waren, auf ihre eigene Energieversorgung umschaltete. Es kam zu einer kurzen Überspannung im Bordnetz. Normalerweise sind die Waffensysteme durch zwei Sicherheitsschaltungen vor dem Start von der Bordelektrik getrennt. Die erste ist ein Sicherungsstift, der mit einem Band versehen ist und den Stromkreis unterbricht und erst unmittelbar vor dem Start gezogen wird. Allerdings waren die damaligen Stifte durch das Band windanfällig und neigten dazu, sich von selbst zu lösen. Die zweite ist der Stecker auf dem Waffenträger selbst, der ebenfalls erst unmittelbar vor dem Start aufgesteckt wird, wenn sich das Flugzeug bereits in der Katapultanlage befindet. Auf Grund von Klagen der Piloten war von den verantwortlichen Offizieren bordintern beschlossen worden, den Stecker bereits aufzustecken, wenn die Flugzeuge auf Deck bereitgestellt werden. Dadurch sollten Fehlfunktionen im Waffensystem – die immer eine Landung erforderlich machten – frühzeitig erkannt und auch die Startprozedur im Allgemeinen beschleunigt werden.
Die Überspannung führte nun, da beide Sicherungen deaktiviert waren, zu der Zündung einer Zuni-Luft-Boden-Rakete. Die abgefeuerte Rakete setzte eine auf dem Flugdeck gegenüber stehende Douglas A-4 Skyhawk in Brand. Die Verkettung unglücklicher Umstände setzte sich fort, wie die spätere Untersuchung zeigte. Bei dem geplanten Einsatz der bereitgestellten Flugzeuge sollten ältere Bomben eingesetzt werden, da die US Navy nicht mehr über genügend neuere Bomben verfügte. Diese Bomben lagerten nun auf dem Flugdeck vor den Skyhawks, um montiert zu werden. Die älteren Typen weisen eine niedrigere Hitzebeständigkeit auf und explodieren bei vergleichbarem Hitzeeinfluss rund eine Minute früher als die Bomben neueren Typs. Bei der Explosion dieser Bomben kamen der Leiter und einige Spezialisten der Bordfeuerwehr ums Leben.
Der restlichen Mannschaft fehlte das nötige Fachwissen, daher löschte sie nicht nur mit Löschschaum, sondern auch mit Wasser, wodurch die Löschwirkung des Schaums praktisch aufgehoben und brennende Flüssigkeit sogar noch weiter verteilt wurde. Der Brand wurde in das Schiffsinnere getragen und breitete sich dort weiter aus; weiteres Löschwasser führte nun zu einer Schlagseite des Schiffes, die sogar zum Kentern geführt hätte, aber durch das Umpumpen der Inhalte von Öl- und Ballasttanks gerade noch verhindert werden konnte.
Die Forrestal-Katastrophe war bis dahin die größte Katastrophe an Bord eines Flugzeugträgers der US-Marine und zwang das Schiff zur Rückkehr in den Heimathafen Norfolk zu einer umfassenden Reparatur. Als Konsequenz aus den Ermittlungen nach der Katastrophe wurde das gesamte Sicherheitskonzept der US Navy überarbeitet. Ab diesem Zeitpunkt wurde es für alle Besatzungsmitglieder eines Flugzeugträgers Pflicht, an einer Ausbildung zum Brandschutz und zur Brandbekämpfung teilzunehmen.

#### 1968–1975
Zwischen 1968 und 1973 operierte die Forrestal viermal im Mittelmeerraum. Im März 1973 eilte der Flugzeugträger zu einer Rettungsaktion nach Tunesien. In der Nähe von Tunis war der Fluss Medjerda über die Ufer getreten, und von Bord der Forrestal starteten Hubschrauber zur Evakuierung der bedrohten Einwohner sowie zum Transport benötigter Frachten und medizinischen Personals.
Noch drei weitere Mal zwischen 1973 und 1975 war der Flugzeugträger im Mittelmeer stationiert, als am 22. Juli 1974 der US-Botschafter in Zypern, Rodger Davies, um die Evakuierung aller sich auf Zypern befindenden US-Bürger bat. In einer gemeinsamen Aktion der US-Marine und des Marine Corps evakuierten Hubschrauber der Marines und die USS Inchon (LPH-12), ein Landungsschiff der Sechsten Flotte, 466 Personen in nur fünf Stunden. Lufteinheiten der Forrestal gaben dabei Deckung aus der Luft.

#### 1976–1980
Im Juli 1976 war die Forrestal das Flaggschiff des International Navy Review zum Anlass des 200-jährigen Jubiläums der Vereinigten Staaten in New York. Präsident Gerald Ford nahm von Deck des Trägers die Parade der amerikanischen und ausländischen Schiffe ab. Ebenfalls im Sommer nahm das Schiff dann an einem speziellen Test teil, der den Angriff mit Seezielflugkörpern und die Auswirkungen einer Explosion nahe dem Schiff simulieren sollte. Die dabei entstandenen Schäden wurden dann bei den planmäßig anstehenden, neunmonatigen Überholungsarbeiten von Januar bis September 1977 behoben.
Für eine vor der Küste Puerto Ricos geplante Übung lief die Forrestal am 13. Januar 1978 aus, nach einem schweren Unfall zwei Tage später (eine A-7 Corsair II stürzte auf das Deck und tötete zwei Mitglieder der Mannschaft) kehrte der Träger aber zurück in den Heimathafen. Als er dann am 4. April in Richtung Mittelmeer auslief, kam es nach vier Tagen auf See zu einem schweren Brand im Maschinenraum 3, der aber durch die nach der Katastrophe im Juli 1967 installierten automatischen Löschanlagen innerhalb kurzer Zeit gelöscht werden konnte. Der Träger konnte seinen Einsatz fortsetzen und blieb bis zu seiner Rückkehr nach Mayport im Oktober 1978 im Mittelmeer. In der Zwischenzeit nahm er an mehreren großen NATO-Übungen, unter anderem vor der türkischen Küste, teil. Nach ihrer Rückkehr in den Heimathafen wurde die Forrestal vier Monate lang eingedockt und überholt.

#### 1981–1987
Seinen 16. Einsatz im Mittelmeer begann der Träger am 2. März 1981, der 17., bei dem US Marines in Beirut unterstützt wurden, folgte im Juni desselben Jahres. Nach der Durchquerung des Suezkanals operierte die Forrestal zum ersten Mal seit dem Vietnamkrieg wieder in pazifischen Gewässern, zusammen mit der Siebten Flotte. Daran schloss sich ein mehrmonatiger Werftaufenthalt in der Philadelphia Naval Shipyard an, bei dem wesentliche Schiffssysteme erneuert wurden und die geplante Lebensdauer des Trägers um 20 bis 25 Jahre erhöht wurde. Der Dockaufenthalt dauerte bis zum Mai 1985, im Anschluss operierte der Träger wieder im Mittelmeer. Nach einer besonders erfolgreich abgeschlossenen Übung in den Fjorden Norwegens im Sommer 1987 besuchte die Forrestal New Orleans und war auch das größte Schiff, das bis dahin den Mississippi River befahren hatte.

#### 1988–1993

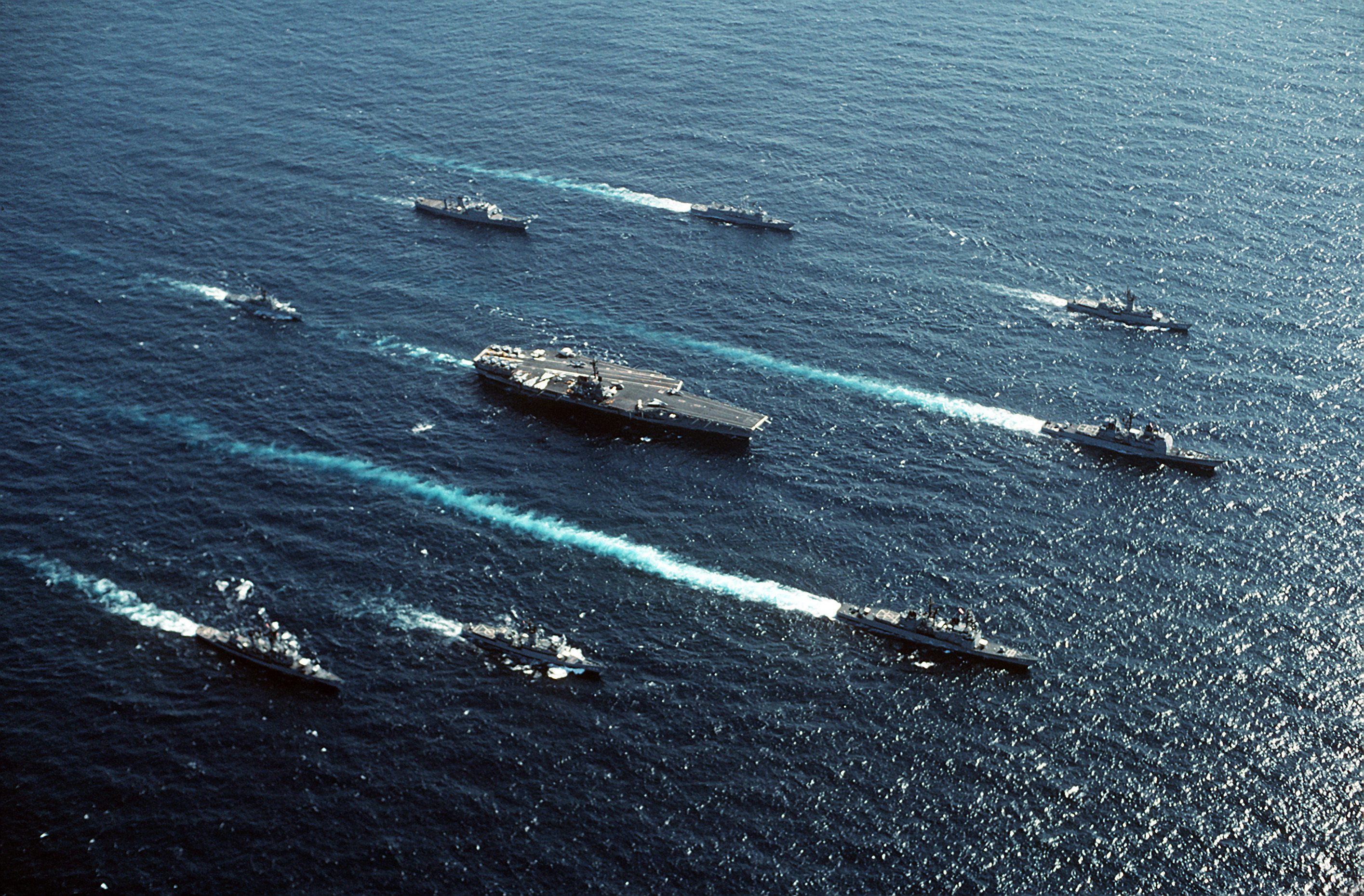
USS Forrestal mit Trägerkampfgruppe (1989)

Am 25. April 1988 lief die Forrestal erneut ins Mittelmeer, durchquerte dann den Suezkanal, um amerikanische Einheiten während der Operation Earnest Will im Arabischen Meer zu unterstützen. Bei ihrer Rückkehr in den Heimathafen am 7. Oktober erhielt der Träger für seinen Einsatz die Meritorious Unit Commendation. Im Mai 1989 nahm die Forrestal dann an der Fleet Week in New York teil, danach lag sie während des Besuchs von Präsident Bush vor Malta. Im folgenden Jahr nahm sie an mehreren großen Marineübungen im Atlantik teil. An der Operation Desert Storm nahm die Forrestal hingegen nicht teil. Der Auslaufbefehl wurde zwar erteilt, dann aber zweimal widerrufen. Erst Ende Mai 1991 wurde er endgültig doch erteilt. Die nächsten sieben Monate verbrachte der Träger mit der Bereitstellung von Luftaufklärung und -unterstützung sowie dem Schutz der Kurden im Norden des Irak.
Zu Beginn des Jahres 1992 wurde Pensacola in Florida neuer Heimathafen der Forrestal, wo sie die Lexington als Trainingsträger der Navy ablöste. Im September wurde die Forrestal dann noch einmal in Philadelphia überholt.

### Außerdienststellung
Obwohl der Träger erst kurz zuvor überholt worden war, entschied sich die US Navy 1993, ihn außer Dienst zu stellen. Er war damit ihr letzter reiner Trainingsträger. Am 11. September 1993 wurde das Schiff in Philadelphia außer Dienst gestellt und aus den Registern der Navy gestrichen. Es sollte entweder als künstliches Riff versenkt oder zerlegt werden.
Am 15. Juni 2010 verließ die Forrestal die Marinebasis in Naval Station Newport in Newport, wo sie seit 1998 gelegen hatte. Sie wurde nach Philadelphia geschleppt. Die Forrestal lag seither an der Pier 4 neben ex-John F. Kennedy.
Am 26. Januar 2012 meldete die zuständige Marinestelle, das Naval Sea Systems Command (NAVSEA) der US-Marine, dass mehrere Flugzeugträger der Forrestal- bzw. Kitty-Hawk-Klasse abgewrackt werden sollen. Dies sollte die Forrestal, die Independence und die Constellation betreffen. Eine Gruppe von Interessenten aus Pensacola wollte die Forrestal als Museum erwerben. Weil ihr Zustand dafür jedoch zu schlecht war, konzentrierte sich die Gruppe fortan auf den Erwerb der Kitty Hawk.
Die ehemalige Forrestal wurde 2013 für einen Cent zur Verschrottung an das texanische Recycling-Unternehmen All Star Metals in Brownsville veräußert. Die Verschrottung wurde im Dezember 2015 abgeschlossen.